# Hamm
Hamm (łac. Hammona) – miasto na prawach powiatu w zachodniej części Niemiec, w kraju związkowym Nadrenia Północna-Westfalia, w rejencji Arnsberg. Port nad rzeką Lippe i kanałem Datteln-Hamm. Miasto leży między autostradą A1 i autostradą A2. Dnia 1 stycznia 1975 r. do miasta dołączono okoliczne gminy. W związku z tym liczba mieszkańców przekroczyła 100 000. Obecnie miasto liczy 181 783 mieszkańców (2010).

## Toponimika nazwy
Nazwa miasta oznacza „kąt” w starym dolnoniemieckim dialekcie. Pochodzi od położenia miasta w kącie utworzonym przez rzekę Lippe i jej wąski dopływ Ahse.

## Geografia
Hamm znajduje się na wschodnim krańcu Zagłębia Ruhry, w centrum Westfalii. Najwyższy punkt to góra Kurriker – 102 m n.p.m., a najniższy 37,7 m n.p.m. Długość obwodu miasta wynosi 104 km.

## Historia
Miasto zostało założone w Środę Popielcową, w marcu 1226 r. przez Adolfa I von der Mark, który zaproponował okolicznej bezdomnej ludności osiedlenie się na jego ziemiach.

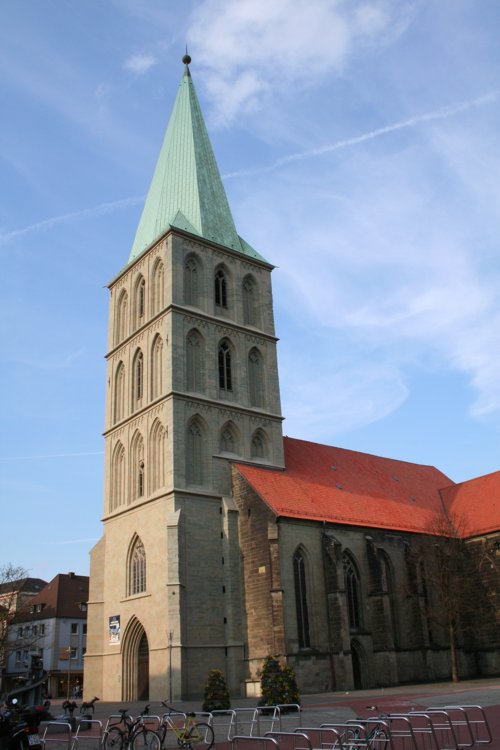
Kościół św. Pawła (Pauluskirche), główny kościół Hamm

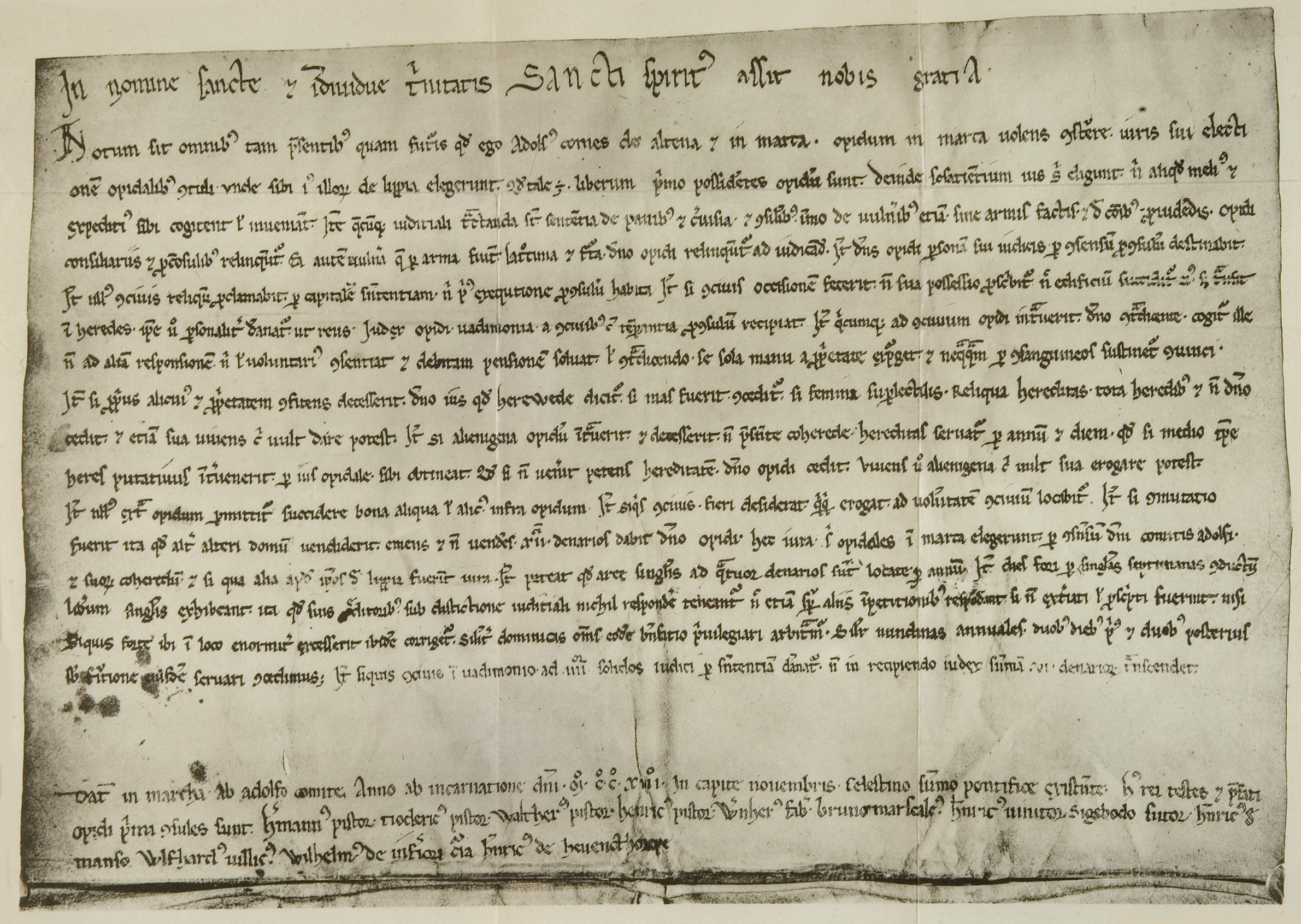
Prawa miejskie Hamm „Gründungsprivileg”

### Kalendarium
- 1350 – miasto ogarnęła dżuma. Zarazę przeżyło tylko siedem rodzin
- 1398 – hrabstwo Mark wraz z Hamm, połączyło się z księstwem Kleve. Hamm straciło na znaczeniu, gdyż było stolicą hrabstwa Mark
- 1469 – Hamm stało się członkiem Hanzy. Było jednym z najpotężniejszych miast regionu, podczas gdy inne miasta Zagłębia Ruhry były małymi osadami
- 1609 – Hamm zostało wcielone do Prus. Jednakże wywołało to spór między hrabstwem Palatynu, a Brandenburgią. Właściwe wcielenie do Prus nastąpiło w 1666 r.
- latach 1618–1648 Hamm uczestniczyło w wojnie trzydziestoletniej. Miasto było kilkakrotnie zdobywane i musiało znosić zmieniające się garnizony. Niemal wszystkie budynki zostały zniszczone oprócz kościoła św. Jerzego (dzisiaj: Pauluskirche) i kościoła św. Agnieszki (St. Agnes)
- 1734 – pożar zniszczył więcej niż 200 budynków
- 1741 – kolejny pożar niszczy 346 budynków
- 1769 – założono browary Isenbeck
- 1820 – regionalny sąd apelacyjny przenosi się z Kleve do Hamm
- 1847 – pierwszy pociąg zatrzymuje się na stacji kolejowej w Hamm
- 1901 – kopalnia węgla de Wendel w Herringen zaczyna wydobycie (później Heinrich-Robert, teraz Verbundbergwerk Ost).
- 1902 – kopalnia węgla Maximilian w Werries/Ostwennemar zaczyna wydobycie
- 1905 – kopalnia węgla Radbod w Bockum-Hövel zaczyna wydobycie
- 1912 – kopalnia węgla Sachsen w Heessen zaczyna wydobycie
- 1914 – budowa kanału Datteln-Hamm zostaje ukończona
- 1938 – autostrada A2 dochodzi do Hamm
- Podczas II wojny światowej miasto zostało zbombardowane przez 55 nalotów, które zniszczyły 60% Hamm. Na początku kwietnia 1945 r. miasto zajmują wojska amerykańskie.

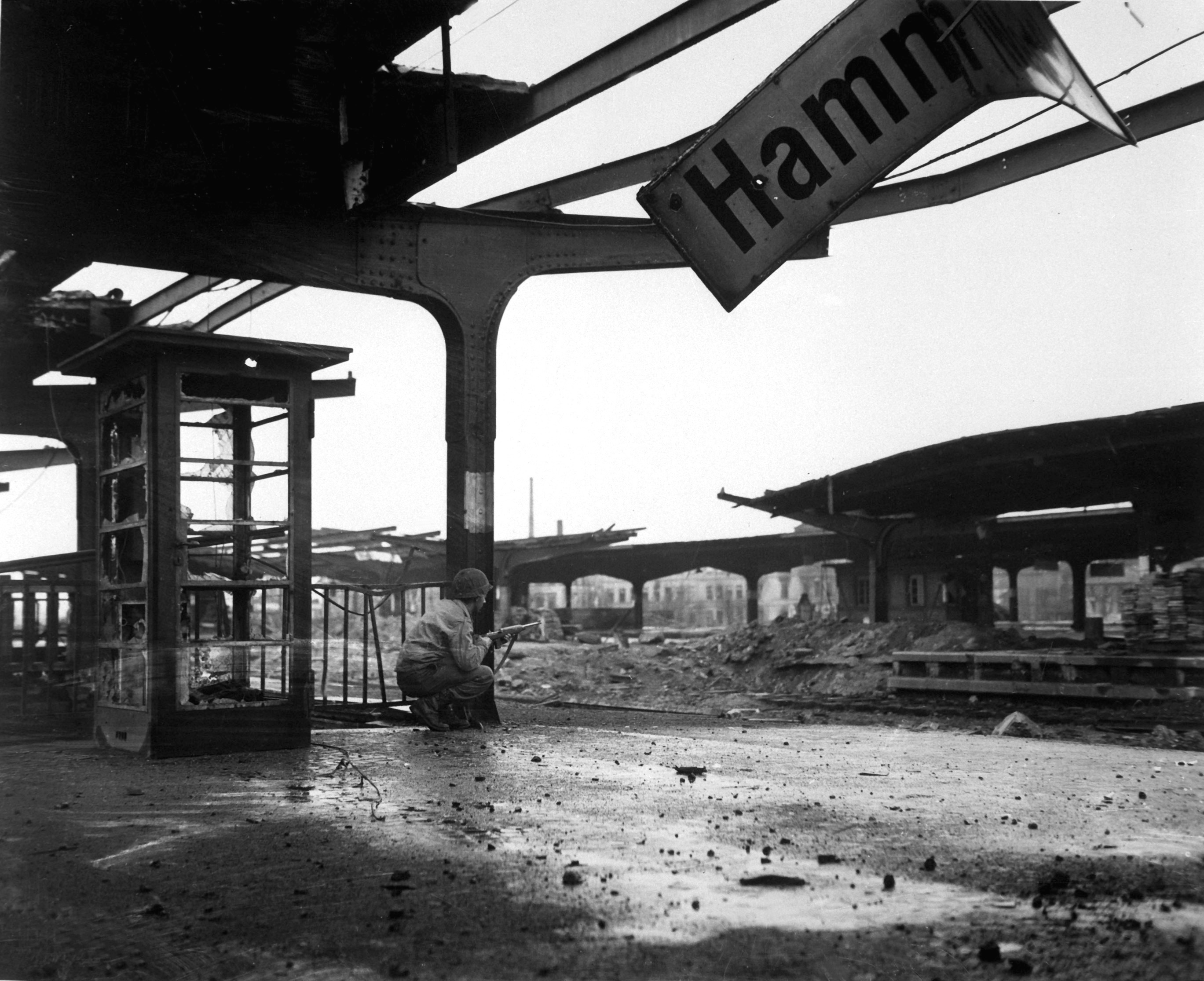
Dworzec kolejowy w Hamm, 6 kwietnia 1945r

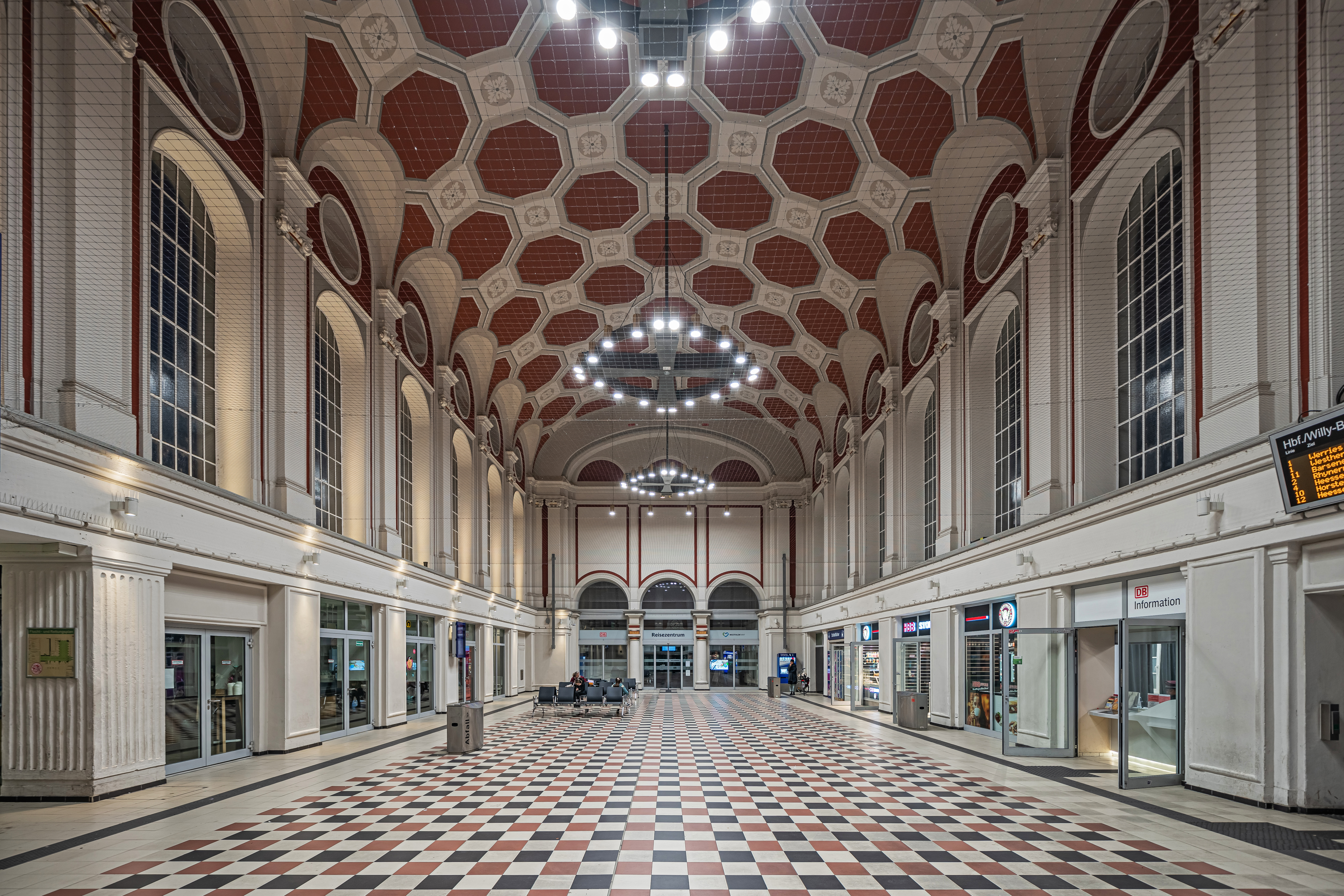
Hol dworca kolejowego w Hamm

- 1944 – następuje zamknięcie kopalni Maximilian z powodu powtarzających się problemów z osuszaniem kopalni z wody
- 1965 – autostrada A1 dochodzi do Hamm
- 1976 – następuje zamknięcie kopalni Sachsen
- 1984 – stary obszar kopalni Maximilian zostaje przekształcony w pierwszy Landesgartenschau (wystawa ogrodnicza) w Nadrenii Północnej-Westfalii. Największą atrakcją Maximilianparku jest wielki szklany słoń (Glaselefant), który stał się jednym z symboli miasta
- 1986 – rodacy z Gdańska wprowadzają się do Hamm
- 1990 – następuje zamknięcie kopalni Radbod
- 2002 – następuje wyświęcenie świątyni hinduskiej Sri-Kamadchi-Ampal. Jest ona największą świątynią hinduizmu w Europie

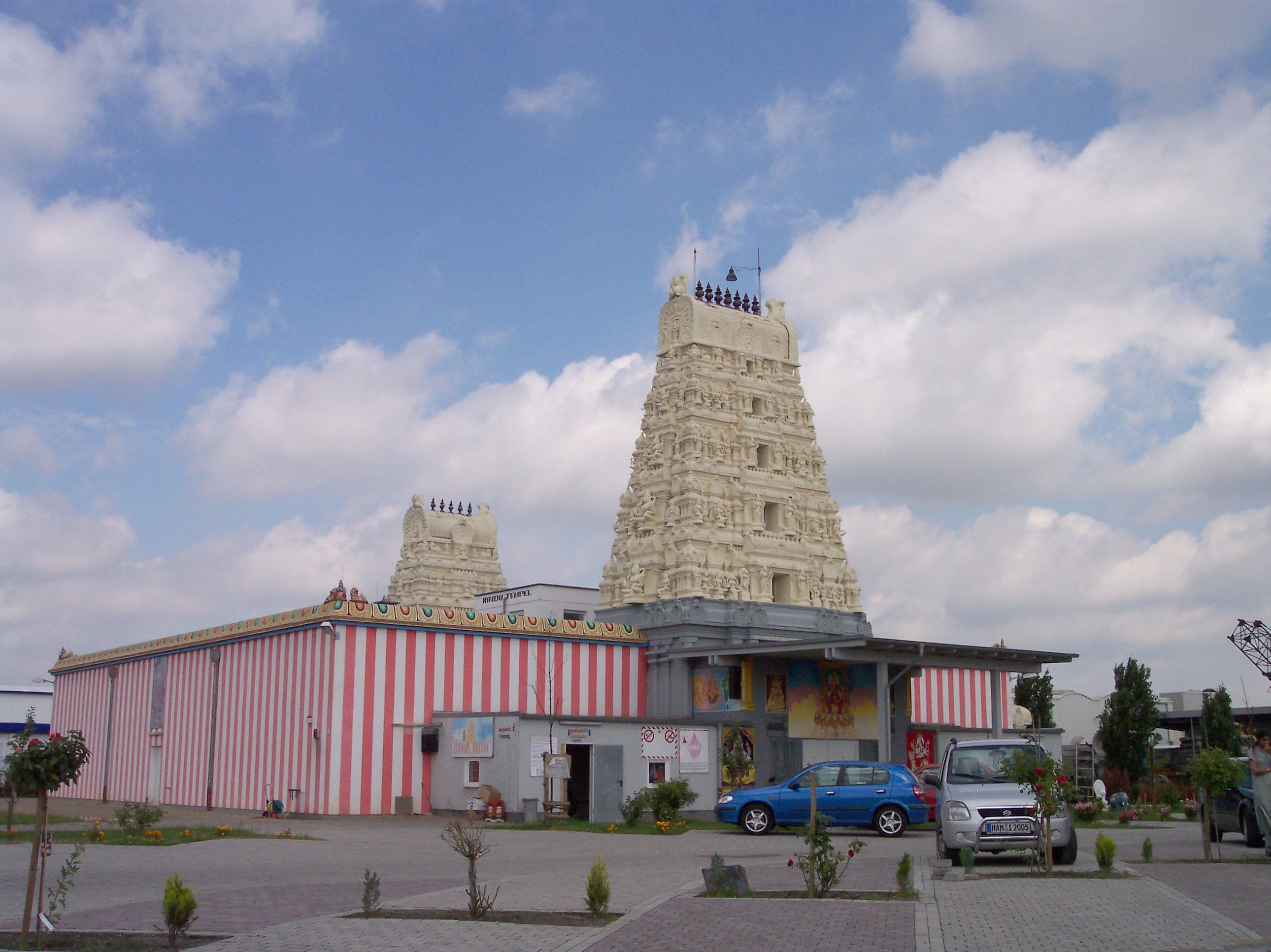
Hamm – największa świątynia hinduistyczna w Europie

## Herb
Herb Hamm jest w użyciu od 750 lat. Przedstawia on czerwono-srebrną szachownicę na złotym tle.
Początkowo był to herb założyciela miasta, hrabiego Mark – taką samą szachownicę i kolory można często znaleźć w herbach innych miast założonych przez hrabiów z tej rodziny. Stąd barwami miasta są czerwony i biały.

## Demografia
W 1890 r. Hamm miało 25 000 mieszkańców, w 1925 r. przekroczono 50 000. 1 stycznia 1975 r. liczba ludności wzrosła z 83 000 do 173 000. Taki skok nastąpił dzięki
przyłączeniu się Bockum-Hövel (26 274 mieszkańców w 1974), Pelkum (25 496 mieszkańców w 1974) i innych gmin.
| Rok            | Ludność |
| -------------- | ------- |
| 1618           | 1000    |
| 1719           | 3250    |
| 1798           | 3065    |
| 1818           | 4680    |
| 1832           | 6272    |
| 3 grudnia 1861 | 11 600  |
| 3 grudnia 1867 | 16 000  |
| 1 grudnia 1871 | 16 924  |
| 1 grudnia 1875 | 18 877  |
| 1 grudnia 1880 | 20 800  |
| 1 grudnia 1885 | 22 523  |
| 1 grudnia 1890 | 24 969  |
| 2 grudnia 1895 | 28 589  |

| Rok                  | Ludność |
| -------------------- | ------- |
| 1 grudnia 1900       | 31 371  |
| 1 grudnia 1905       | 38 429  |
| 1 grudnia 1910       | 43 663  |
| 1 grudnia 1916       | 40 776  |
| 5 grudnia 1917       | 40 516  |
| 8 października 1919  | 45 756  |
| 16 czerwca 1925      | 49 777  |
| 16 czerwca 1933      | 53 532  |
| 17 maja 1939         | 59 035  |
| 31 grudnia 1945      | 50 971  |
| 29 października 1946 | 49 751  |
| 13 września 1950     | 59 866  |
| 25 września 1956     | 66 327  |

| Rok             | Ludność |
| --------------- | ------- |
| 6 czerwca 1961  | 70 641  |
| 31 grudnia 1965 | 73 520  |
| 27 maja 1970    | 84 942  |
| 31 grudnia 1975 | 172 210 |
| 31 grudnia 1980 | 171 869 |
| 31 grudnia 1985 | 166 379 |
| 25 maja 1987    | 171 170 |
| 31 grudnia 1990 | 179 639 |
| 31 grudnia 1995 | 183 408 |
| 31 grudnia 2000 | 181 197 |
| 31 grudnia 2005 | 180 849 |

## Podział administracyjny
Miasto podzielone jest na siedem dzielnic: Hamm-Mitte (centrum), Uentrop, Rhynern, Pelkum, Herringen, Bockum-Hövel i Heessen. Dla celów statystycznych każdą dzielnicę podzielono na tak zwane „dzielnice statystyczne”, które oznaczane są za pomocą dwóch cyfr i specjalnej nazwy. Dzielnice z ich dzielnicami statystycznymi:
1. Hamm-Mitte: City, Innenstadt-Süd, Innenstadt-Ost, Süden östlich Werler Straße, Süden westlich Werler Straße, Westen nördlich Lange Straße, Westen südlich Lange Straße, Bahnhof einschließlich Ortsgüterbahnhof
2. Uentrop: Kurpark, Mark, Braam, Werries, Geithe, Ostwennemar, Norddinker, Vöckinghausen, Frielinghausen, Uentrop Ortskern
3. Rhynern: Berge, Westtünnen westlich Heideweg, Westtünnen östlich Heideweg, Rhynern Ortskern, Osttünnen, Freiske, Osterflierich, Wambeln, Allen
4. Pelkum: Wiescherhöfen/Daberg, Lohauserholz, Selmigerheide/Weetfeld, Zechensiedlung, Harringholz, Pelkum Ortskern, Westerheide, Lerche
5. Herringen: Westenfeldmark, Ostfeld, Heidhof, Herringen Ortskern, Nordherringen, Herringer Heide, Sandbochum
6. Bockum-Hövel: Nordenfeldmark-West, Hövel-Mitte, Hövel-Nord, Hövel-Radbod, Bockum, Barsen, Hamm- Norden, Holsen, Geinegge, Hölter
7. Hessen: Nordenfeldmark-Ost, Mattenbecke, Zeche-Sachsen, Heessener Gartenstadt, Heessener Dorf, Westhusen, Dasbeck, Frielick

## Polityka
Rada miejska Hamm liczy 58 radnych, z czego (po wyborach z 2004):
- CDU: 28 radnych
- SPD: 20 radnych
- Zieloni: 3 radnych
- FDP: 2 radnych
- Inne partie i inicjatywy łącznie: 5 radnych

## Imprezy
Od wielu lat na terenie Hamm regularnie odbywa się największa w Europie giełda terrarystyczna – Terraristika. Każda kolejna giełda, odbywająca się w marcu, wrześniu czy grudniu, przyciąga tysiące hodowców z całej Europy, którzy spotykają się by wymieniać informacje oraz przede wszystkim by zakupić nowe zwierzęta do swoich kolekcji, lub sprzedać swoje własne przychówki.

## Religia
Według danych z roku 2005:
1. 39,0% (70 515) mieszkańców to katolicy
2. 33,3% (60 253) mieszkańców to protestanci
3. 27,7% (50 081) mieszkańców ma inne wyznanie.

## Sport
- HSG Ahlen-Hamm – klub piłki ręcznej mężczyzn

## Współpraca
Miejscowości partnerskie:
- Afyon, Turcja od 2006
- Bradford, Wielka Brytania od 1976
- Chattanooga, Stany Zjednoczone od 1977
- Kalisz, Polska od 1991
- Mazatlán, Meksyk od 1978
- Neufchâteau, Francja od 1967
- Oranienburg, Brandenburgia od 1990
- Santa Monica, Stany Zjednoczone od 1969
- Toul, Francja od 1987